# Lepscha
Die Lepscha (russisch Лепша) ist ein rechter Nebenfluss der Moscha, einem rechten Nebenfluss der Onega, in der Oblast Archangelsk in Nordwestrussland.
Die Lepscha verläuft in den Verwaltungsbezirken Plessezk und Njandoma.
Sie entspringt 25 km südöstlich von Plessezk. Sie fließt anfangs in südlicher Richtung.
Dabei durchströmt sie eine Kette kleinerer Seen.
Später wendet sie sich nach Westen.
Sie passiert kurz vor ihrer Mündung in die Moscha die gleichnamige Siedlung Lepscha.
Die Lepscha hat eine Länge von 168 km. Sie entwässert ein Areal von 1680 km².
Sie wird hauptsächlich von der Schneeschmelze gespeist.
Im April und Mai führt die Lepscha Hochwasser.
Im Herbst kann sie ebenfalls Hochwasser führen.
Zwischen Oktober und Anfang April ist der Fluss eisbedeckt.
Zumindest in der Vergangenheit wurde die Lepscha zum Flößen genutzt.